# Semarey
Semarey ist eine französische Gemeinde mit 130 Einwohnern (Stand: 1. Januar 2022) im Département Côte-d’Or in der Region Bourgogne-Franche-Comté. Sie gehört zum Arrondissement Beaune und zum Kanton Arnay-le-Duc. 
Sie grenzt im Nordwesten an Civry-en-Montagne, im Norden an Aubigny-lès-Sombernon, im Nordosten an Montoillot, im Südosten an Commarin und im Südwesten an Créancey.

## Bevölkerungsentwicklung
| Jahr                       | 1962 | 1968 | 1975 | 1982 | 1990 | 1999 | 2008 | 2015 |
| -------------------------- | ---- | ---- | ---- | ---- | ---- | ---- | ---- | ---- |
| Einwohner                  | 83   | 97   | 105  | 94   | 112  | 111  | 111  | 124  |
| Quellen: Cassini und INSEE |      |      |      |      |      |      |      |      |